# Тарханкут (мис)
45°20′52″ пн. ш. 32°29′46″ сх. д. / 45.34778° пн. ш. 32.49611° сх. д.
Тарханку́т, Тарха́н-Кут (крим. Tarhan Qut) — мис на однойменному півострові у Західному Криму. Розташований в північно-західній частині Тарханкутського півострова в районі сіл Кара-Аджи (Оленівка), Джан-Баба (Мар'їне) та селища Акмечіт (Чорноморське).
Клімат мису Тарханкут помірно жаркий, посушливий. Сухість степового повітря пом'якшується завдяки природному зволожуванню морем. Сонячних днів 280 на рік.
На мисі майже відсутній ґрунтовий покрив і вапняки, з яких він складається, виходять безпосередньо на поверхню. Між скелями де-не-де трапляються зарості чагарників — барбарису, шипшини, глоду, чи клапті трави. Оскільки річок, промислових об'єктів чи портів навколо нема, то вода дуже прозора. Прямовисні білі скелі мису в поєднанні з блакитною, прозорою водою моря створюють характерний та дуже гарний пейзаж мису. Висота узбережжя в середньому близько 6 метрів, але біля Джангуля досягає і 40-60 метрів заввишки. Берегова лінія мису порізана невеликими скелястими бухтами, іноді з важкодоступним виходом до моря, а до деяких з них дістатися можна тільки плавом. Під водою величезна кількість тунелів, гротів і печер, різноманітних за формою та протяжністю.
На мисі Тарханкут розташований стародавній маяк висотою 42 м, споруджений з білого інкерманського вапняку в 1816 році, який став не тільки морським, але і береговим орієнтиром. Зараз в ньому відкрито музей старих якорів. За даними випробувань Тарханкутського маяка, що відбулися в середині XIX століття, його світло було помітно за 23 км від берега. Коли ж море вкривав туман спрацьовувала звукова пневматична сирена, яку було чути за 11 км від берегу. Про всяк випадок передбачалося, що сигнали з маяка можна було подавати і подвійним ударом налаштованого для цього дзвону. Тоді інтервал між такими ударами становив три хвилини.
Найвідомішими місцями Тарханкуту є Великий і Малий Атлеш. Мис Великий Атлеш являє собою сорокаметрову арку з печерами і гротами. В урочищі Малий Атлеш хвилі моря пробили у товщі мису 80-ти метровий тунель і висотою 8 метрів. Саме в цьому районі знімалися такі фільми як «Людина-амфібія», «Пірати ХХ століття» та багато інших. За Великим Атлеші знаходиться «Чаша кохання» — природний басейн діаметром 15 і глибиною 4 метри, що нагадує велику джакузі.

## Історія

### Російсько-українська війна
24 Серпня 2023 року на території мису було здійснено рейд ЗСУ проти окупаційної влади ЗС РФ.
Вночі з 29 на 30 жовтня 2023 року за повідомленнями російської пропаганди на мисі Тарханкут неподалік Оленівки двома ракетами ATACMS було уражено елементи комплексу протиповітряної оборони. Цей об'єкт знаходиться на межі 165-км ефективної відстані наявних в України ракет M39.

## Підводний музей
На Тарханкуті існує незвичний музей під водою. Він розташований поблизу бухти Чуча за 70 метрів від берега на глибині 10-13 метрів. Ще в середині 80-х хтось із випускників художнього училища, привіз першу скульптуру — свою дипломну роботу. Ця ідея припала до смаку багатьом випускникам художніх закладів, а підводний майданчик почав поповнюватися новими експонатами. За часів Радянського Союзу це були погруддя вождів. Дайвери називали його «кладовищем вождів». Але відтоді минуло багато часу, а музей продовжує існувати. Експозиція постійно змінюється: одні скульптури не витримали перевірки часом і морем, тому зникли, іншим допомогли це зробити недобросовісні відвідувачі — «на пам'ять», а якісь важко знайти через обростання. Нині персонажі стали різноманітнішими: тут і старенькі погруддя вождів, що стоять на дні вже чверть століття, і герої мультфільмів, кораблі, водолази, поети. Один із ранніх експонатів — величезна голова Леніна розміром понад 1,5 м. Музей став визначною пам'яткою, переживши час і буйство морських стихій. Нині встановлення нових скульптур у цьому місці стало доброю традицією. Музей має своїх прихильників і відвідувачів.

## Вітрова електростанція
За 15 км на схід від мису розташована Тарханкутська вітрова електростанція. Станом на 30 листопада 2001 було встановлено 21 вітрових турбін із загальною потужністю 2.26 МВт. Планова потужність 70 МВт.

## Галерея

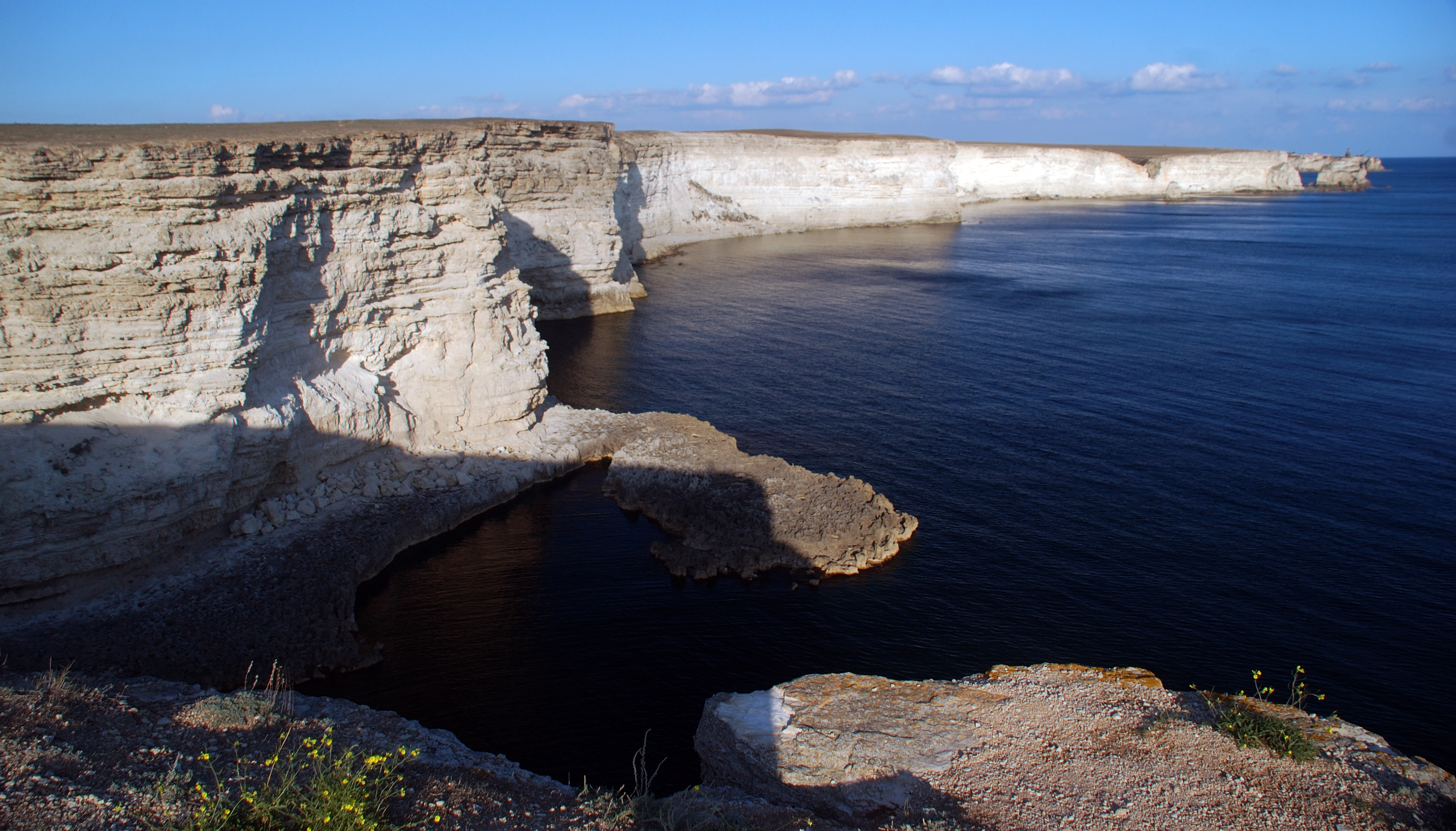
Береги Атлешу
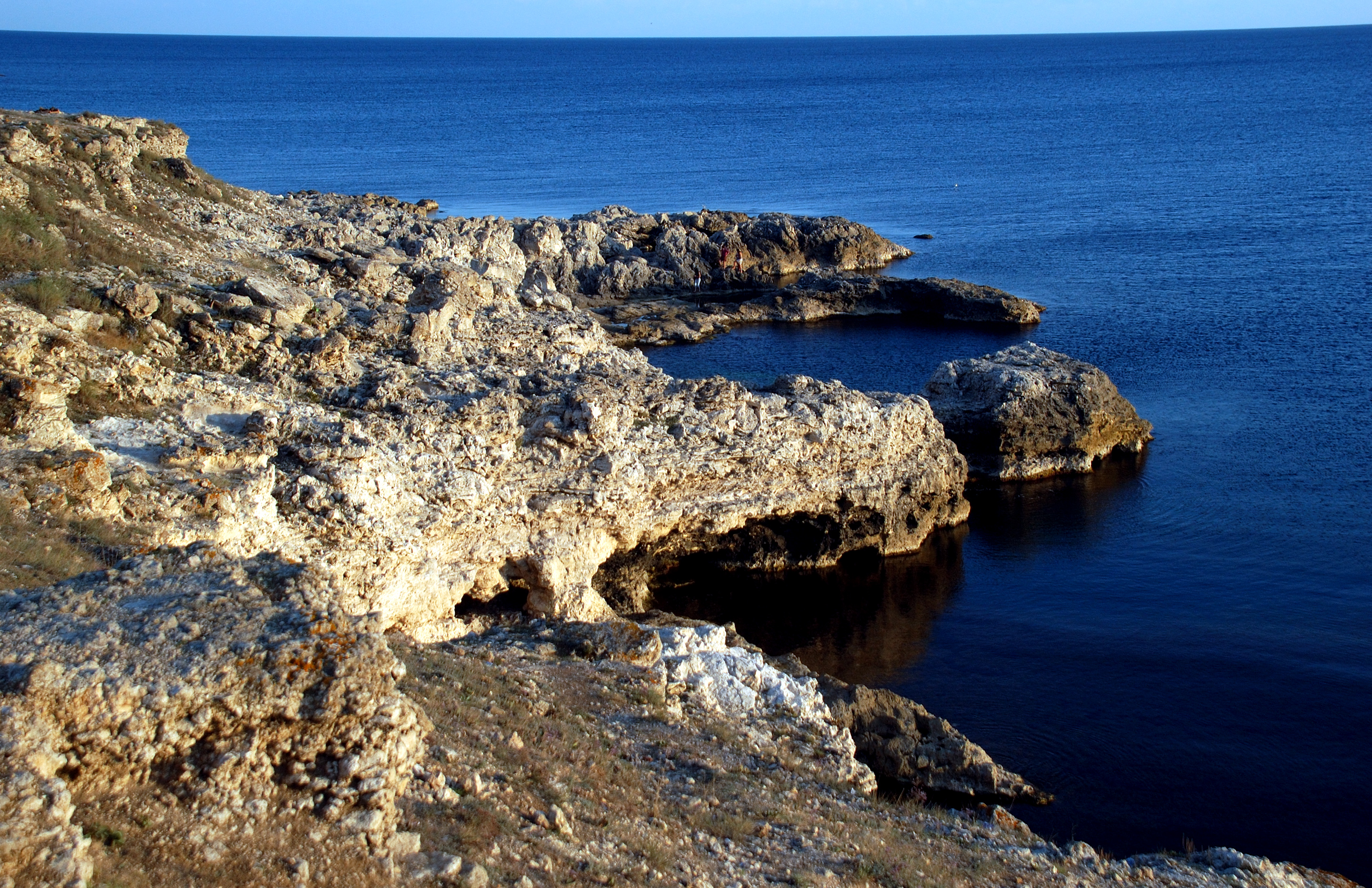
Скелі Атлешу
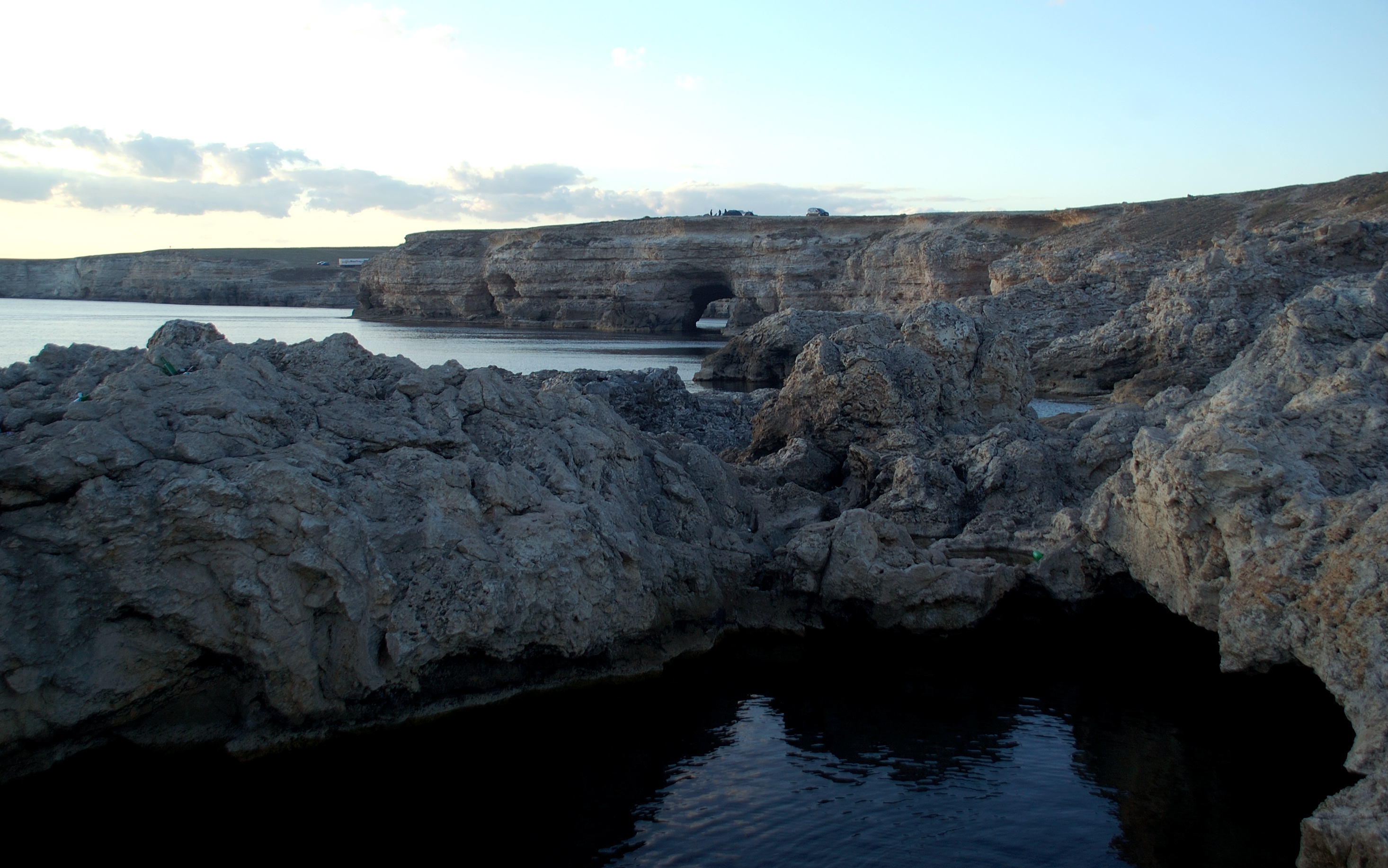
Тут знімали «Піратів XX сторіччя»
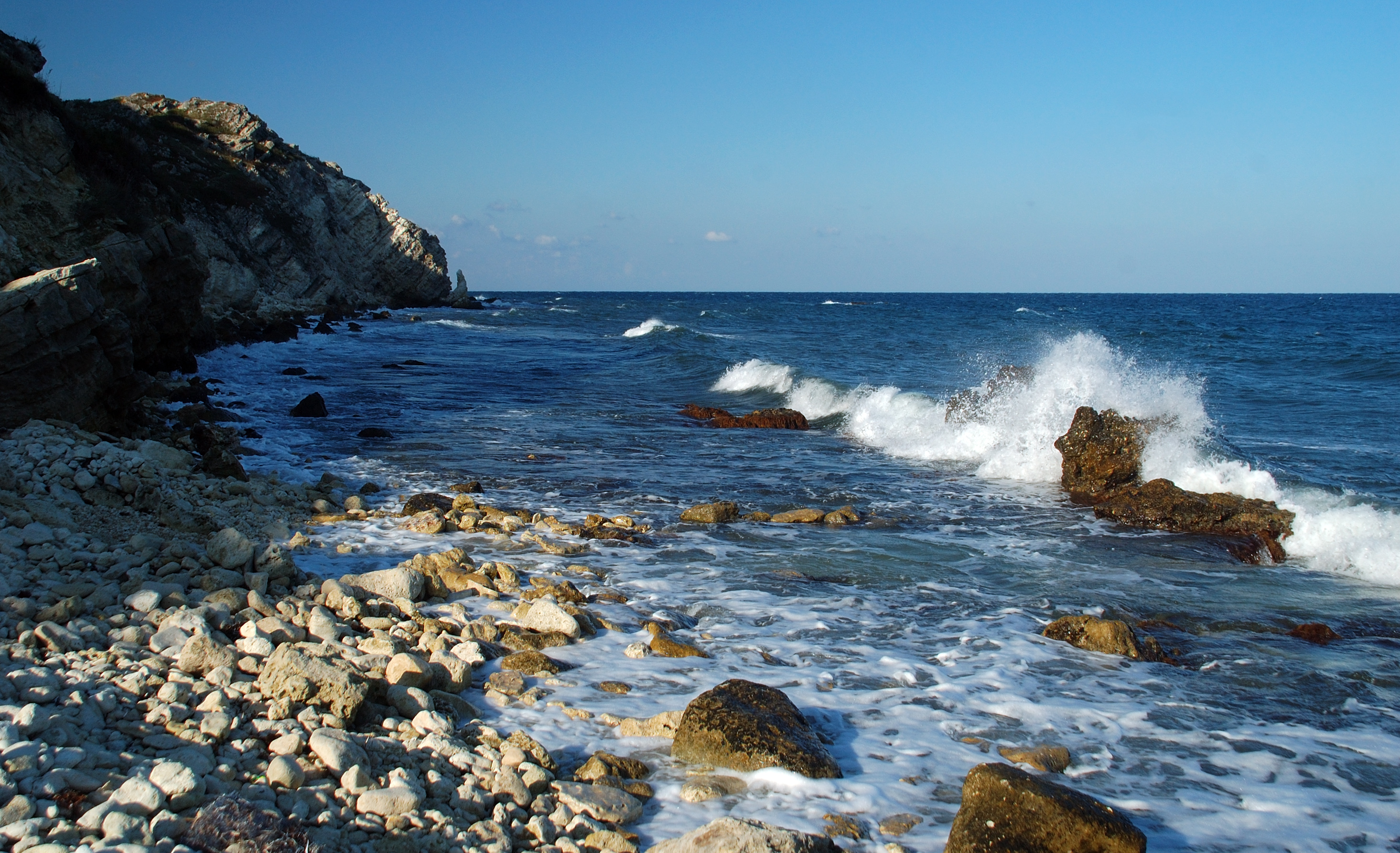
Берег Джангуля
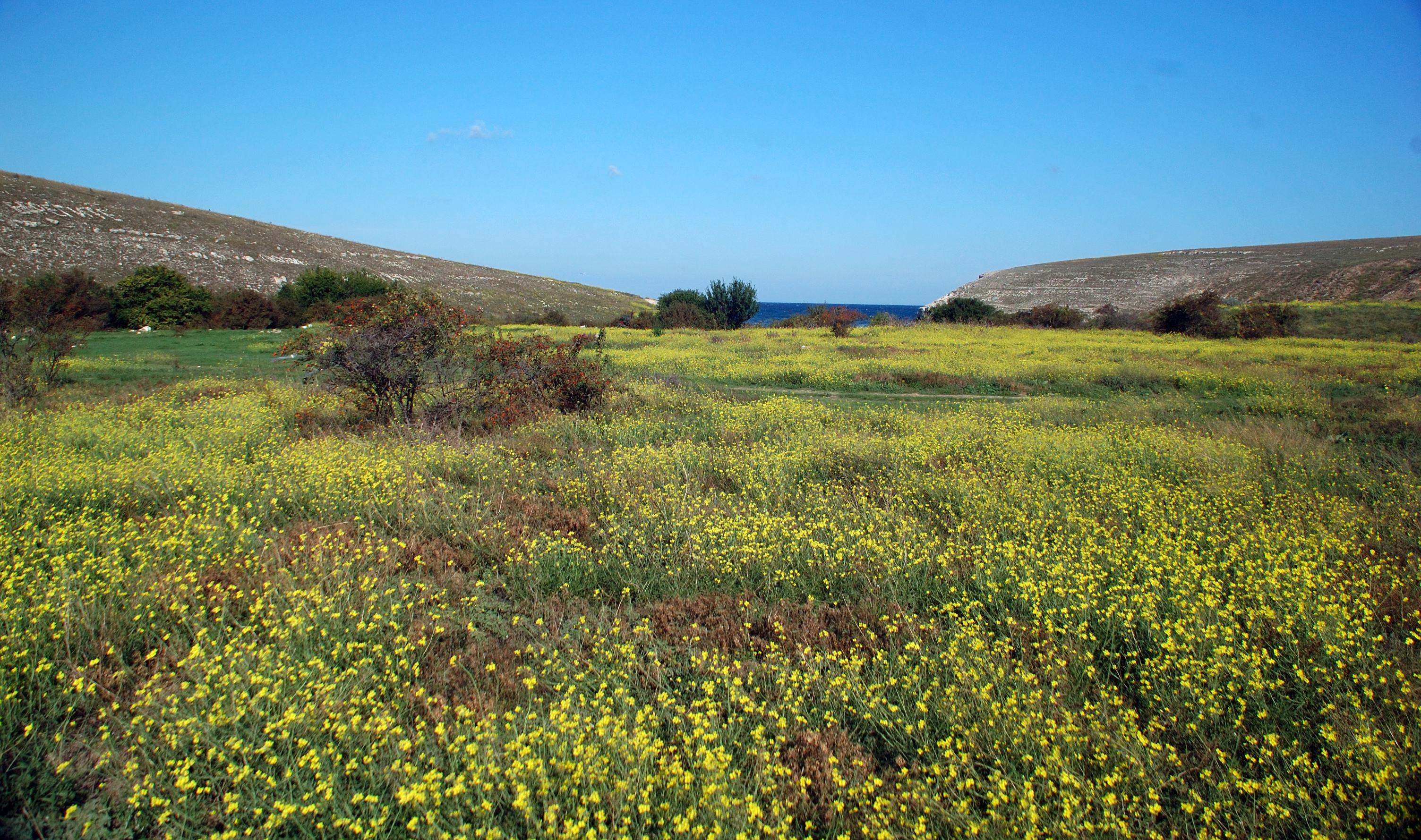
Бухта Малий Кибчак